# Pest der kleinen Wiederkäuer

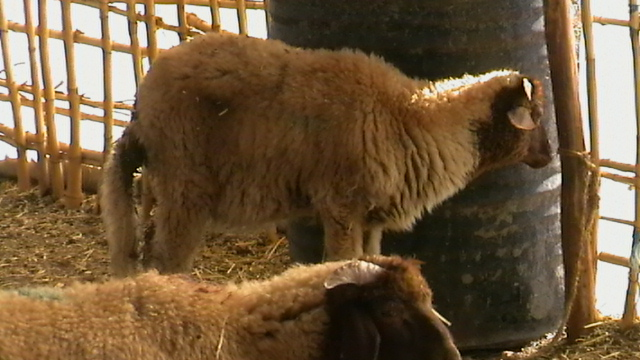
Aufgekrümmter Rücken und angehobener Schwanz infolge Schmerz beim Kotabsatz bei einem Schaf mit Pest der kleinen Wiederkäuer

Die Pest der kleinen Wiederkäuer (Pseudorinderpest, Peste des petits ruminants) ist eine vor allem in Afrika vorkommende Viruserkrankung der kleinen Wiederkäuer (Schafe und Ziegen). Sie ist eine anzeigepflichtige Tierseuche. Sie gilt als „Geißel der ländlichen Haushalte“ in vielen Entwicklungsländern Afrikas, Asiens des Mittleren Ostens.
Seit 1999 gibt es regelmäßige Ausbrüche in der Türkei, 2018 gab es einen Ausbruch in Bulgarien, 2024 in Griechenland. 2007 wurden erste Fälle in China festgestellt. Im Sommer 2008 wurden zahlreiche Fälle der Krankheit zum ersten Mal in Marokko beobachtet. Das bedeutet, dass das natürliche Hindernis in Form der Sahara nicht mehr schützt. Die Ernährungs- und Landwirtschaftsorganisation der Vereinten Nationen und die Weltorganisation für Tiergesundheit haben sich zum Ziel gesetzt, die Pest der kleinen Wiederkäuer bis zum Jahr 2030 – als zweite Viruserkrankung bei Tieren nach der Rinderpest 2011 – auszurotten.

## Erreger
Der Erreger der Pest der kleinen Wiederkäuer ist das Peste des petits ruminants virus (englisch Small ruminant morbillivirus, PPRV; Spezies Morbillivirus caprinae) aus der Familie Paramyxoviridae (Ordnung Mononegavirales). Antigenetisch ist es eng mit dem Rinderpestvirus verwandt.
Die Übertragung erfolgt durch direkten oder indirekten Kontakt mit viruskontaminierten Ausscheidungen infizierter Tiere.

## Klinisches Bild

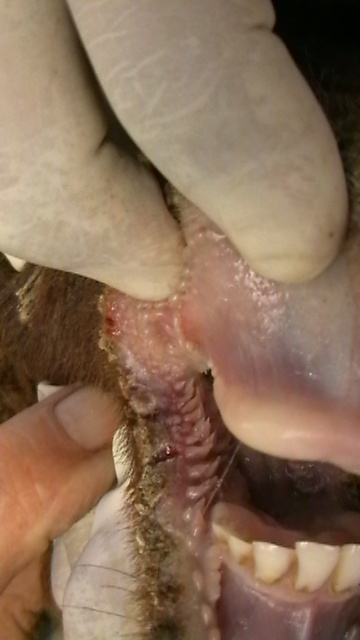
Stomatitis

Die Erkrankung ähnelt weitestgehend der Rinderpest. Die Inkubationszeit beträgt etwa fünf Tage. Die Erkrankung beginnt mit Fieber und Fressunlust. Bald darauf bilden sich eine nekrotische Entzündung der Maulschleimhaut, Nasen- und Augenausfluss und schließlich ein starker Durchfall.
Die Pest der kleinen Wiederkäuer verläuft bei Ziegen meist dramatischer als bei Schafen und führt bei etwa 90 % der Ziegenlämmer zum Tod. Die generelle Sterblichkeitsrate variiert zwischen 10 und 90 %. Bei Rindern löst das Virus eine subklinische Erkrankung aus. Auch Wild- und Hausschweine können erkranken; bei ihnen verläuft die Krankheit meist mild und ist wenig ansteckend.

## Diagnose
In Endemiegebieten kann aufgrund des klinischen Bildes bereits eine Verdachtsdiagnose gestellt werden. Sie muss durch Isolierung und Nachweis des Virus oder durch einen Anstieg der Antikörper im Serum bestätigt werden. Vom Virus der Rinderpest kann es durch einen Kreuzneutralisationstest unterschieden werden.

## Bekämpfung
Die Pest der kleinen Wiederkäuer ist wie die Rinderpest anzeigepflichtig. Außerhalb der Endemiegebiete werden keine Behandlungen vorgenommen, sondern infizierte Tiere werden gekeult.
Ein spezifischer Impfstoff existiert und wird erfolgreich in den Endemiegebieten eingesetzt. Auch Vakzinen gegen die Rinderpest zeigten ebenfalls eine gute Immunitätsentwicklung, diese dürfen jedoch seit deren Ausrottung 2011 nicht mehr eingesetzt werden.